# Saint-Rirand
Saint-Rirand là một xã trong tỉnh Loire miền trung nước Pháp.